# Impeach My Bush
Impeach My Bush – czwarty studyjny album kanadyjskiej piosenkarki Peaches.

## Lista utworów
1. „Fuck or Kill”
2. „Tent in Your Pants”
3. „Boys Wanna Be Her”
4. „Downtown”
5. „Two Guys (For Every Girl)”
6. „Rock the Shocker”
7. „You Love It”
8. „Slippery Dick”
9. „Give 'er”
10. „Get It”
11. „Do Ya”
12. „Stick It to the Pimp”